# گوربلاغ
گوربلاغ (به لاتین: Gurbulaq) منطقه‌ای مسکونی در جمهوری آذربایجان است که در شهرستان داش‌کسن واقع شده است. گوربلاغ ۳۶۰ نفر جمعیت دارد.